# Actephila merrilliana
Actephila merrilliana är en emblikaväxtart som beskrevs av Woon Young Chun. Actephila merrilliana ingår i släktet Actephila och familjen emblikaväxter. Inga underarter finns listade i Catalogue of Life.